# Đàn thảo thủy liễu
Đàn thảo thủy liễu (danh pháp khoa học: Elatine hydropiper) là một loài thực vật có hoa trong họ Elatinaceae. Loài này được L. mô tả khoa học đầu tiên năm 1753.